# ثابت شفیقی
شیخ ثابت شفیقی عنبرانی فرزند ارشد شیخ مظهر شفیقی نقشبندی عنبرانی در سال ۱۳۳۶ هجری قمری مطابق با ۱۲۹۸ هجری شمسی در تالش شمالی
متولد شد سپس علوم متداول آن عصر یعنی صرف و نحو تفسیر حدیث علم اصول و فرائض و نیز ادبیات فارسی را آموخت.
شیخ ثابت ضمن تحمل ریاضت‌های طاقت فرسا در دورهٔ جوانی و اندوختن تجربیات فراوان در علوم ظاهری تخصص خود را در علم فرائض و تقسیم مواریث عمق بخشید.
وی شخصی بود بردبار، شکیبا و مصلح و فعال و نوع دوست و فداکار.

## آثار
زمزم عشق (مجموعه ادعیه و اوراد و مدایح نبوی)